# Sicyopterus stimpsoni
Sicyopterus stimpsoni е вид лъчеперка от семейство Попчеви (Gobiidae).

## Разпространение
Видът е разпространен в САЩ (Хавайски острови).